# Miguel Raspanti

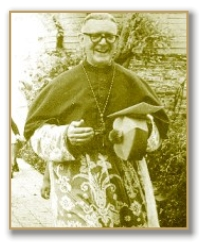
Monseñor Miguel Raspanti.

Miguel Raspanti (Córdoba, 31 de mayo de 1904-18 de febrero de 1991) fue un sacerdote católico y primer obispo de la Diócesis de Morón en 1957.
Miguel Raspanti nació en Córdoba en el seno de una familia numerosa de origen italiano. En 1913, cuando contaba con 9 años, dejó a su familia en Córdoba para ingresar al seminario. En 1919 ingresó al noviciado de la Congregación salesiana en Colonia Vignaud, provincia de Córdoba (Argentina). Desde 1924 a 1928 estudió en Turín, Italia. El 8 de julio de 1928 fue ordenado sacerdote de la orden salesiana por el cardenal Gamba, al tiempo que terminaba su doctorado en Teología a los 24 años de edad. Su tesis doctoral versó sobre el misterio de la Santísima Trinidad. Al regresar de Italia, su primer destino fue como catequista en Colonia Vignaud, en el departamento San Justo, al este de la provincia de Córdoba.
Se desempeñó como superior de la Inspectoría San Francisco de Sales de Buenos Aires en dos oportunidades, y en una oportunidad como inspector de la Inspectoria salesiana de Rosario, provincia de Santa Fe. fue designado como obispo de la recién creada Diócesis de Morón. El 12 de mayo de 1957 tuvo lugar su consagración episcopal en la Basílica San Carlos Borromeo y María Auxiliadora (Buenos Aires) y el domingo 30 de junio de 1957 tomó posesión de su diócesis.

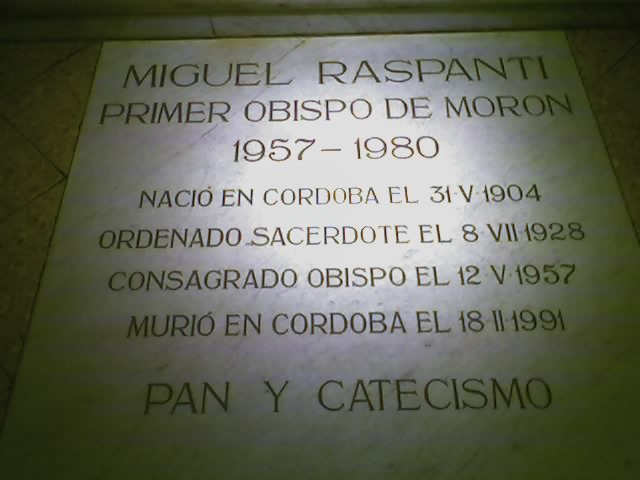
Tumba de monseñor Raspanti.

Su lema episcopal fue: Charitas Christi urget nos (La caridad de Cristo nos apremia). 
Raspanti fue artífice de la coronación pontificia de la imagen de la Inmaculada Concepción del Buen Viaje el 19 de noviembre de 1961 en una fiesta organizada en la Plaza San Martín, en el centro de la ciudad de Morón y que presidieron el cardenal Antonio Caggiano, primado de la Argentina, y el entonces presidente de la Nación Arturo Frondizi. Creador de la Casa de la Caridad, en Morón, fundador del seminario en San Miguel, y protagonista de la creación de la Universidad de Morón en 1971. Fue presidente de Cáritas Argentina. Participó en calidad de padre conciliar de las cuatro sesiones del Concilio Vaticano II,entre 1962 y 1965. Asistió a la II Conferencia General del Episcopado Latinoamericano en Medellín (1968).
En 1963 y a instancias suyas, Juan XXIII elevó al rango de basílica menor a la Catedral diocesana.
En 1979 renunció al cargo de obispo y fue sustituido por monseñor Justo Oscar Laguna. Se lo designó obispo emérito de Morón. Siendo miembro de la orden de los salesianos se alojó en el Colegio Vilfrid Baron perteneciente a la congregación, en la ciudad de Ramos Mejía.
Falleció en Córdoba el 18 de febrero de 1991 y sus restos yacen en la catedral de Morón, al pie de la imagen del Sagrado Corazón.
| Predecesor: Título de nueva creación | Obispo de Morón 1957 - 1979 | Sucesor: Justo Oscar Laguna |